# Broadcast News
 Broadcast News és una pel·lícula estatunidenca dirigida per James L. Brooks, estrenada el 1987. El 2018, la pel·lícula va ser seleccionada per a la seva conservació al National Film Registry dels Estats Units per la Biblioteca del Congrés per ser "culturalment, històricament o estèticament significativa".

## Argument
La pel·lícula explica el triangle amorós entre Jany Craig (Holly Hunter) i dos dels seus col·legues de treball, Aaron (Albert Brooks) i Tom (William Hurt). Jane és una  productora assenyada i treballa en una cadena de televisió. Aaron és un periodista talentós i secretament enamorat de Jane, mentre que Tom és un presentador carismàtic i telegènic també enamorat de Jane.

## Repartiment
- William Hurt: Tom Grunick
- Albert Brooks: Aaron Altman
- Holly Hunter: Jane Craig
- Robert Prosky: Ernie Merriman
- Lois Chiles: Jennifer Mack
- Joan Cusack: Blair Litton
- Jack Nicholson: Bill Rorich
- Christian Clemenson: Bobby
- Peter Hackes: Paul Moore
- Robert Katims: Martin Klein
- Ed Wheeler: George Wein
- Stephen Mendillo: Gerald Grunick
- Kimber Shoop: Tom Grunick jeune
- Dwayne Markee: Aaron Altman jeune
- Gennie James: Jane Craig, de jove

## Premis i nominacions

### Premis
- 1988: Os de Plata a la millor interpretació femenina per a Holly Hunter

### Nominacions
- 1988: Os d'Or
- 1988. Oscar a la millor pel·lícula
- 1988. Oscar al millor actor per William Hurt
- 1988. Oscar al millor actor secundari per Albert Brooks
- 1988. Oscar a la millor actriu secundària per Holly Hunter
- 1988. Oscar al millor guió original per James L. Brooks
- 1988. Oscar a la millor fotografia per Michael Ballhaus
- 1988. Oscar al millor muntatge per Richard Marks
- 1988. Globus d'Or a la millor pel·lícula musical o còmica
- 1988. Globus d'Or al millor director per James L. Brooks
- 1988. Globus d'Or al millor actor musical o còmic per William Hurt
- 1988. Globus d'Or a la millor actriu musical o còmica per Holly Hunter